# Gary Shaw
Gary Robert Shaw (Kingshurst, Inglaterra; 21 de enero de 1961-Birmingham, 16 de septiembre de 2024) fue un futbolista inglés que jugó como delantero durante la década de 1980.

## Biografía
Surgido de la cantera del Aston Villa, resaltó especialmente durante sus primeros años de carrera, en el que fue visto como una gran promesa. Con el equipo villano consiguió la First Division en 1981, además de la Copa de Europa y la Supercopa de Europa en 1982, mientras que a nivel individual fue condecorado con el Premio PFA al jugador joven del año en 1981 y el Trofeo Bravo en 1982. Sin embargo, su potencial se vio muy mermado por las lesiones y terminó por retirarse en 1992 en el Ernest Borel con treinta años.

## Clubes
| Club                  | País       | Año       |
| --------------------- | ---------- | --------- |
| Aston Villa           | Inglaterra | 1978-1988 |
| Blackpool F. C.       | Inglaterra | 1987      |
| KB                    | Dinamarca  | 1988      |
| FC Kärnten            | Austria    | 1988-1990 |
| Walsall F. C.         | Inglaterra | 1990      |
| Kilmarnock F. C.      | Escocia    | 1990      |
| Shrewsbury Town F. C. | Gales      | 1990-1991 |
| Ernest Borel          | Hong Kong  | 1991-1992 |

## Palmarés

### Campeonatos nacionales (1)
| Título         | Club        | País       | Año     |
| -------------- | ----------- | ---------- | ------- |
| First Division | Aston Villa | Inglaterra | 1980-81 |

### Campeonatos internacionales (2)
| Título                      | Club        | Sede       | Año  |
| --------------------------- | ----------- | ---------- | ---- |
| Copa de Campeones de Europa | Aston Villa | Róterdam   | 1982 |
| Supercopa de Europa         | Aston Villa | Birmingham | 1982 |

### Distinciones individuales
| Distinción                          | Año     |
| ----------------------------------- | ------- |
| PFA Team of the Year                | 1980-81 |
| Premio PFA al jugador joven del año | 1981    |
| Trofeo Bravo                        | 1982    |